# Luís Heitor Correia de Azevedo
Luiz Heitor Correia de Azevedo, conocido como Luís Heitor (Rio de Janeiro, 13 de diciembre de 1905 - París, 10 de noviembre de 1992) fue un musicólogo y folclorista brasileño.
Fue también bibliotecario del Instituto Nacional de Música, y luego asumió la cátedra de folclore en esa institución. Fue director ejecutivo de la Revista Brasileira de Música. Dirigió la programación de música erudita del programa radiofónico Hora do Brasil, del Departamento de Prensa y Propaganda - DIP. Fue también responsable de la Sección de música de la Revista Cultura Política.
Asumió el cargo de representante de Brasil en la División de Música de la Unión Panamericana en Washington. A partir de 1951 se mudó a París donde asumió un cargo en el Comisariado de música dE La UNESCO.
Su principal publicación fue el libro 150 anos de música no Brasil (1800-1950), en 1956.

## Obra

### Libros y artículos publicados
- 1933 - Luciano Gallet, Revista da Associação brasileira de música, II/4, 2–20.

- 1935 - José Maurício Nunes García, Boletín latino-americano de música, I, 133–50.

- 1936 - Carlos Gomes e Francisco Manuel: correspondência inédita (1864–1865), Revista brasileira de música, III, 323–38.

- 1936 - Carlos Gomes folclorista, Revista brasileira de música, III, 177–84.

- 1938 - Dois pequenos estudos de folclore musical (Rio de Janeiro).

- 1938 - Escala, ritmo e melodia na música dos índios brasileiros (Rio de Janeiro).

- 1939 - Relação das óperas de autores brasileiros (Rio de Janeiro: Serviço gráfico do Ministério da educação e saúde)

- 1939 - Introdução ao curso de folclore nacional da Escola nacional de música da Universidade do Brasil, Revista brasileira de música, VI, 1–10.

- 1940 - La musique au Brésil, nos.195–6, 74–81.

- 1941 - Tupynambá melodies in Jean de Léry’s “Histoire d’unvoyage fait en la terre du Brésil”, 85–96.

- 1943 - Mário de Andrade e o folclore, Revista brasileira de música, IV, 11–14.

- 1947 - La música en el Brasil, Cuadernos americanos, no.33, 250–73.

- 1948 - A música brasileira e seus fundamentos (8Washington DC, 1948; Eng. trans., 1948 - Divisão de Música e Artes Visuais, Departamento de Assuntos Culturais, União Pan Americana)

- 1950 - Música e músicos do Brasil (Rio de Janeiro: Casa do estudante do Brasil)

- 1952 - con C. Person de Matos; M. de Moura Reis: Bibliografia musical brasileira (1820–1950) (Rio de Janeiro).

- 1956 - La musique en Amérique latine (Rio de Janeiro).

- 1956 - 150 anos de música no Brasil (1800–1950) (Rio de Janeiro: Livraria José Olympio)

- 1962 - Música y cultura en el siglo XVIII, nos.81–2, 135–52.

- 1965 - Vissungos: Negro Work Songs of the Diamond District in Minas Gerais, Brazil, Music in the Américas: Bloomington, IN, 64–7.

- 1966 - Le chant de la liberté: compositeurs de l’Amérique latine à l’époque des luttes pour l’Indépendence, hymnographie patriotique, Mélanges à la mémoire de Jean Sarrailh (París), 259–79.

- 1968 - Music and Society in Imperial Brazil, 1822–1889, Portugal and Brazil in Transition, ed. R.S. Sayers (Minneapolis,), 303–9.

- 1969 - La musique à la cour portugaise de Rio de Janeiro, 1808–1821, Arquivos do Centro cultural português, I, 335–52.

- 1971 - Arthur Napoléon 1843–1925: un pianiste portugais au Brésil, Arquivos do Centro cultural português, iii (París), 572–602.

- 1972 - The Present State and Potential of Music Research in Latin America, Perspectives in Musicology, ed. B.S. Brook, E.O.D Downes; S. Van Solkema (New York), 249–69.

- 1980 - Preliminary Study on the Project of Preparing a Universal History of Music and the Role of the Music of Latin America and the Caribbean in History, World of Music, XXII/3, 56–62.

- 1983 - José Maurício no panorama da música brasileira, Estudos mauricianos, ed. J.C. A. Muricy (Rio de Janeiro), 35–40.

- 1986 - Etat sommaire de nos connaissances actuelles sur la musique Latino-Américaine et son passé: la contribution européenne, Le Nouveau Monde et l’intelligence de la musique européenne au XVI e siècle, Bruselas Museum of Musical Instruments Bulletin, XVI, 1–11, 41–9.

- 1986 - O compositor latino-americano e o universo sonoro deste fim de século, Latin American Music Review, VII/2, 248–53.

- 1987 - As primeiras óperas: “A Noite do Castelo” (1861); “Joanna de Flandres” (1863), Revista brasileira de música, III, 201–45.

- 1987 - Carlos Gomes: Projeção no exterior, Carlos Gomes, uma obra em foco, ed. V. Salles (Rio de Janeiro), 67–88

- 1988 - O Villa-Lobos que eu conheci, Revista do Brasil, IV/1, 25–30.